# سكوت بوير
سكوت بوير (بالإنجليزية: Scott Boyer) هو مغني أمريكي، ولد في 17 أكتوبر 1947 في تشينانغو في الولايات المتحدة، وتوفي في 13 فبراير 2018 في مسل شولس في الولايات المتحدة.

## روابط خارجية
- سكوت بوير على موقع ميوزك برينز (الإنجليزية)
- سكوت بوير على موقع ديسكوغز (الإنجليزية)